# 라구엘
라구엘(Raguel)은 주로 유대교와 이슬람교에서 전통적으로 일곱 대천사 가운데 하나로 여기는 존재이다. 그의 이름의 뜻은 “하느님의 친구”로 간주된다. 라구일, 라수일, 루파엘, 아크라지엘 등 많은 별명을 가지고 있다.
라구엘은 정의와 공평, 화목의 대천사라고 불린다. 에녹서에서 라구엘은 일곱 대천사 가운데 하나로서 하늘 나라의 내무 감찰관으로서 하느님의 법을 어긴 천사들에게 앙갚음을 하는 직무를 수행하고 있다. 라구엘은 범죄를 저지른 모든 천사들을 불로 훈육한다. 라구엘은 또한 에녹에게 일곱 산들과 산들 한가운데에 있는 높은 산에 있는 지혜의 나무를 지나서 하느님과 하느님의 옥좌를 보여주었다. 라구엘은 필라델피아 교회의 천사로 요한 묵시록에 등장한다(묵시 3,7). 이 천사는 또한 나팔을 가진 여섯째 천사로도 여겨진다(묵시 9,14). 라구엘은 다른 천사들과 함께 하느님의 인도에 따라 현세 교회들을 화목시키고 규율에 맞추기 위해 동분서주하는 모습을 보여준다(묵시 3,7-13).
라구엘은 다른 모든 대천사들과 천사들의 부적절한 행위를 감시하고 보고한다(마태 18,10 같이).
라구엘은 정경으로 인정받은 성경에는 한 번도 언급되지 않는다. 그의 이름은 외경인 에녹서에서 일곱 대천사의 일원으로 목록에 올라와 있다. 성경에 이름이 나오지는 않았지만, 본문의 몇몇 구절에서 그에 관한 언급이 있을 것으로 해석된다. 족장 에녹이 살아있는 사람으로서 하늘에 올라갔을 때 그를 현세로 다시 돌려보낸 천사가 바로 라구엘이었다. 그러나 성경에서의 언급 대부분은 요한 묵시록에서 비롯된다.

## 같이 보기
- 사리엘